# Browningia microsperma
Browningia microsperma es una especie de planta suculenta perteneciente al género Browningia, dentro de la familia Cactaceae. Es endémica de Perú. 

## Descripción

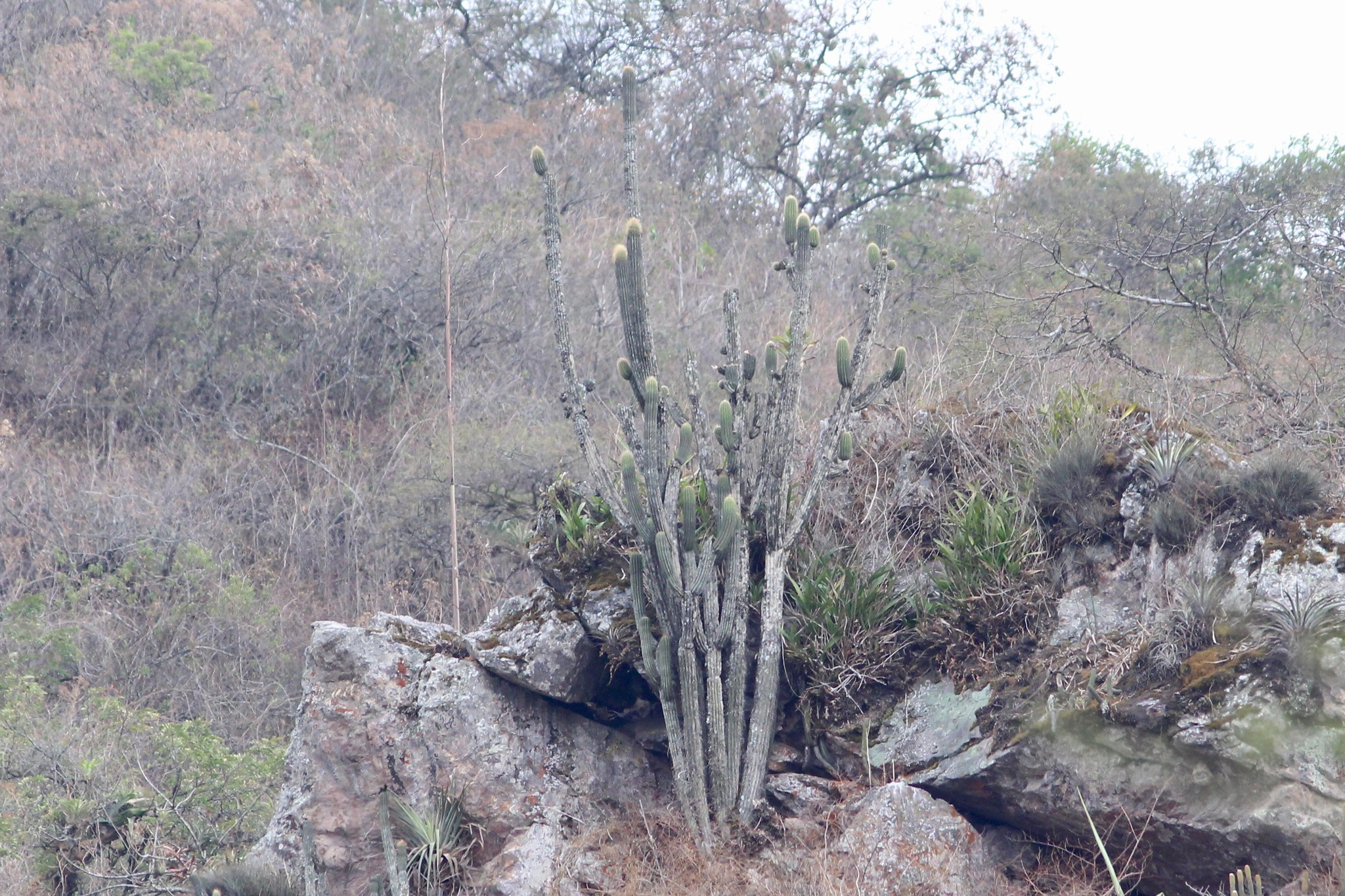
Planta en su hábitat

Browningia microsperma es una especie de cactus que crece en forma de árbol, alcanzando alturas de 4 a 7 m y formando un tronco de hasta 30 cm. Los tallos son de color verde grisáceo, ramificados y no están segmentados. 
Presentan de 12 a 20 costillas redondeadas sobre las que se asientan las areolas. Éstas tienen 30 o más espinas que apuntan hacia abajo, son de color marrón amarillento o rojizo y miden hasta 1,2 cm de largo.
Las flores son blancas y nocturnas. Alcanzan una longitud de hasta 6 cm y el mismo diámetro. Los frutos son verdes y miden de 5 a 6 cm de diámetro.

## Distribución y hábitat
El área de distribución nativa de esta especie es Perú y crece principalmente en biomas desérticos o de matorrales secos.

## Taxonomía
La primera descripción de esta especie fue como Cereus microspermus, publicada en 1931 por los botánicos alemanes Erich Werdermann y Curt Backeberg en el libro Neue Kakteen, Jagden, Arten, Kultur: 80.
Más tarde, el botánico estadounidense William Taylor Marshall trasladó la especie al género Browningia, por lo que pasó a llamarse Browningia microsperma. Registró estos cambios en la revista científica Cactus (París) 3: 8, publicada en 1946.
Etimología
- Browningia: nombre genérico otorgado en honor de Webster E. Browning (1869-1942), exdirector del Instituto Inglés de Santiago de Chile.[4]
- microsperma: epíteto específico deriva de las palabras griegas mikros (que significa 'pequeño') y esperma (que significa 'semilla'), haciendo referencia a que la especie presenta semillas pequeñas.[5]

## Estado de conservación
En la Lista Roja de Especies Amenazadas de la UICN, la especie está clasificada como de "Preocupación menor (LC)".

## Usos
Se cultiva principalmente como planta ornamental y su propagación se realiza normalmente a través de esquejes o semillas.